# Ryan McGowan
Ryan McGowan (Adelaide, 15 de agosto de 1989), é um futebolista Australiano que atua como zagueiro ou meio-campo. Atualmente, joga pelo Guizhou Zhicheng.

## Títulos

### Austrália
- International Cor Groenewegen Tournament (Sub-20): 2009
- AFF U-19 Youth Championship: 2008

### Hearts
- Copa da Escócia: 2012